# آرمیدال

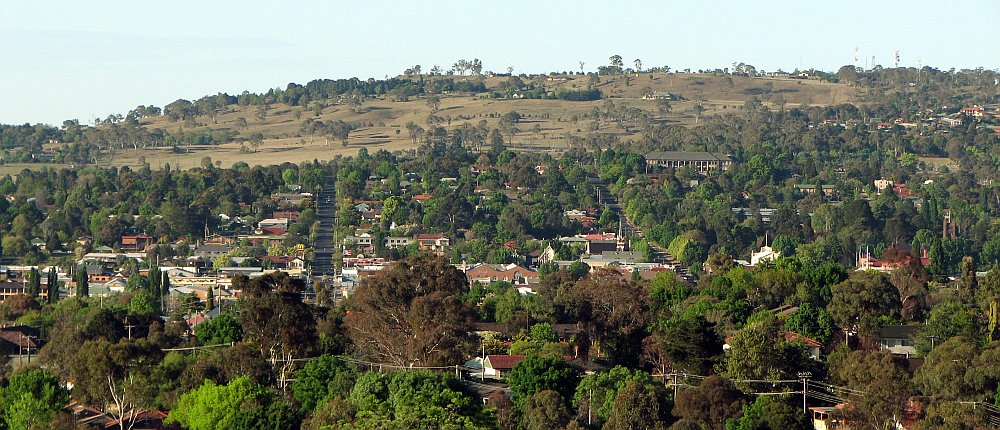
نمای جنوبی شهر آرمیدال

آرمیدال (به انگلیسی: Armidale) شهری در ایالت نیو ساوت ولز استرالیا است. بر اساس سرشماری سال ۲۰۲۱ این شهر ۲۳٬۹۶۷ نفر جمعیت دارد. آرمیدال مرکز اداری منطقه فلات شمالی محسوب می‌شود. 
دانشگاه نیو انگلند در شهر آرمیدال واقع شده که سبب اسکان چندین دانشجوی ایرانی در این شهر گشته است. حدوداً ۳۰ ته ۴۰ نفر ایرانی در شهر آرمیدال ساکن می‌باشند.